# Nadia Lutfi
Nadia Lutfi o Nadia Loutfi (en árabe: نادية لطفي; nacida como Poula Mohamed Mostafa Shafiq; 'Ābidīn; 3 de enero de 1937-El Cairo, 4 de febrero de 2020) fue una actriz egipcia. Durante su apogeo, fue una de las actrices más populares de la época dorada del cine egipcio.

## Vida y carrera
Nadia nació en El Cairo en una familia musulmana egipcia de Sohag, Mohamed y Fatma. Nadia comenzó a actuar como un pasatiempo; cuando tenía 10 años participó en una obra de teatro en su escuela y le fue muy bien. Cuando la joven de 24 años estaba a punto de debutar en la pantalla en 1958, Omar Sharif era el rey reinante del cine egipcio y su esposa, la superestrella egipcia Faten Hamama, su reina. La pareja de estrellas acababa de tener un gran éxito con la película La Anam con Hamama como "Nadia Lotfy", una adolescente caprichosa que destruye el matrimonio de su padre. La joven Poula se apropió del nombre.

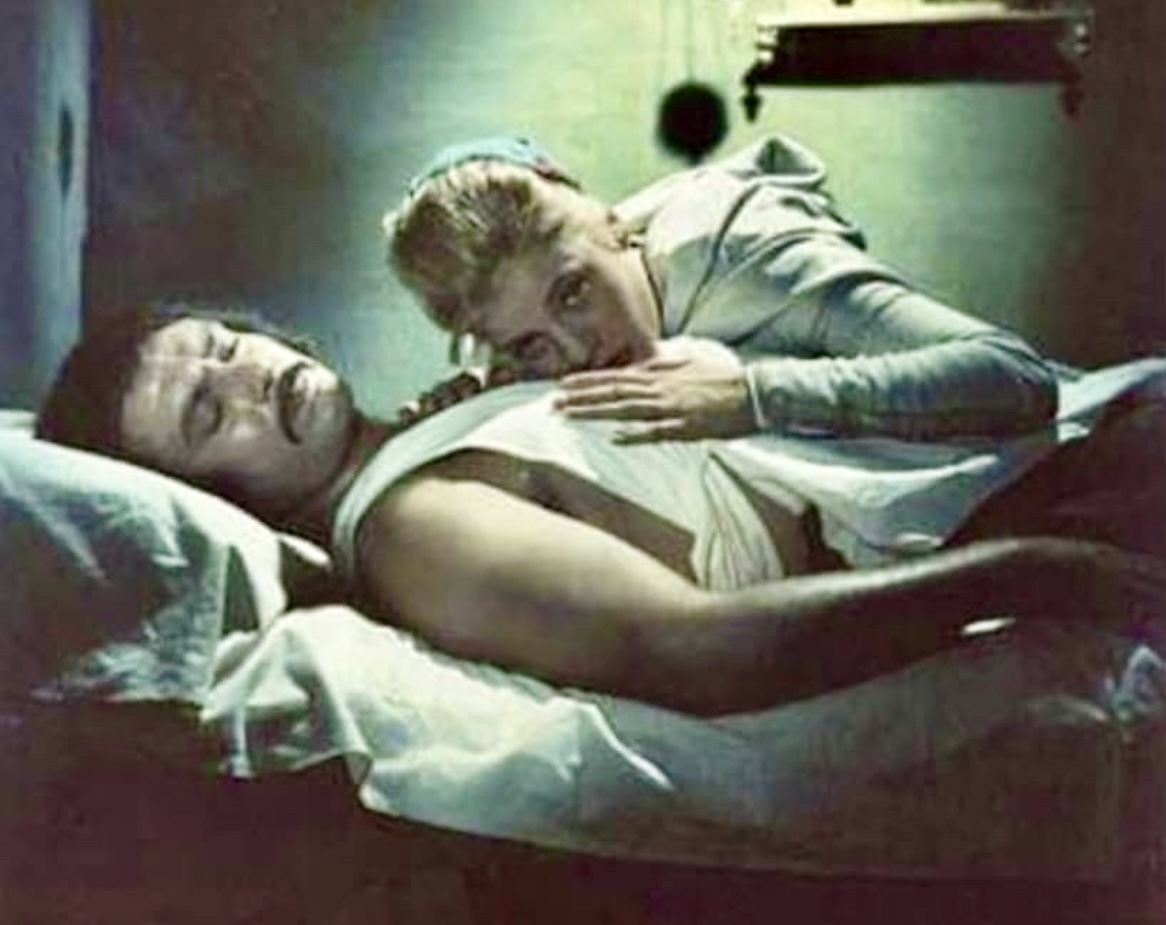
Nadia Lutfi y Salah Zulfikar en Saladino (1963)

En la década de 1970, su carrera terminó cuando la "Edad de Oro" del cine egipcio llegó a su fin. Después de haber realizado cerca de 50 películas en los primeros once años de su carrera, solo hizo tres en la década siguiente, y no trabajó en películas desde 1981. En 2006, volvió al centro de atención cuando apareció un video de la joven cantante libanesa Nourhanne recreó una escena musical de una de sus primeras películas, Bain al Qasrayn. 
En 2014, el Festival Internacional de Cine de El Cairo rindió homenaje a Nadia Lutfi utilizando su foto en el póster oficial del Festival.

## Muerte
Fue ingresada en la unidad de cuidados intensivos del hospital Maadi en El Cairo a consecuencia de una bronquitis aguda. Falleció dos días después, a los ochenta y tres años, el 4 de febrero de 2020.

## Filmografía
La filmografía de Nadia Lutfi incluye, entre otras, las siguientes películas:
- 1981: Al-Akmar
- 1978: Rehla dakhel emraa
- 1977: Dónde escondes el sol?
- 1977: Wa sakatat fe bahr el-asal
- 1975: Badiaa Masabny
- 1973: Zohour baria
- 1972: El visitante
- 1970: Regal bila Malameh
- 1969: Abi foq al-Shagara
- 1969: La momia
- 1968: Ayyam el-hob
- 1968: Cómo robar a un millonario
- 1968: Thalass kassas
- 1967: Bint shakieh
- 1967: El saman wal karif
- 1967: Endama nouheb
- 1967: Garima fil hay el hady
- 1967: anuncio de Gharamiate
- 1967: Kasr El Shawk
- 1967: Las largas noches
- 1966: se requiere una viuda
- 1966: lo imposible
- 1966: infidelidad
- 1966: El enemigo de las mujeres
- 1965: solo para hombres
- 1965: El profesor particular
- 1965: Solo con mis lágrimas
- 1964: un recuerdo de la vida
- 1964: amor, placer y juventud
- 1963: Naser Salah el Dine